# Aven
Pour les articles homonymes, voir Aven (homonymie).
Ne doit pas être confondu avec Trou bleu (géologie), Cénote ou Doline.

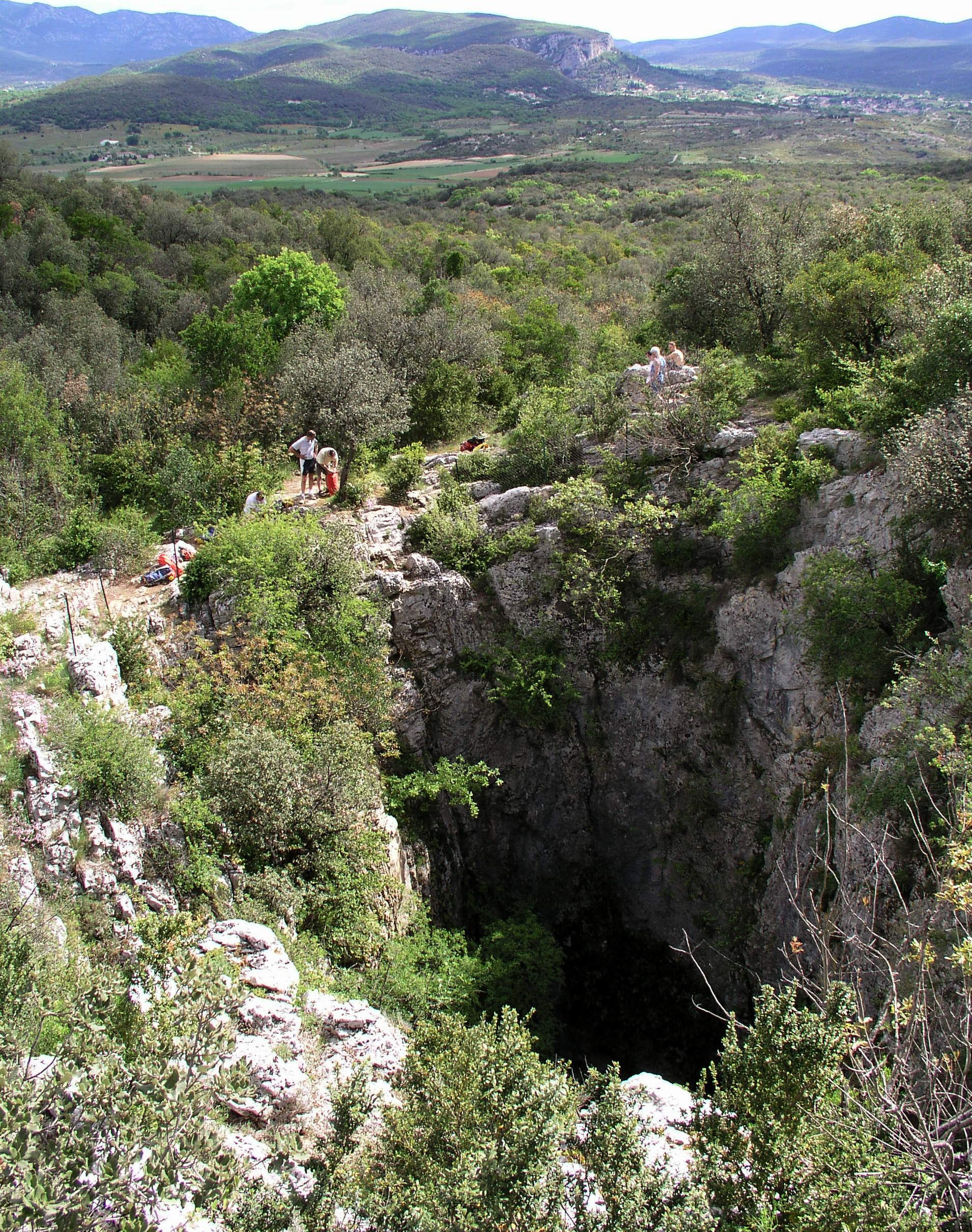
Abîme de Rabanel (Brissac, Hérault, France).

Un aven est un abîme, formation géologique caractéristique des régions karstiques des causses et vallées de l'Aveyron et de la Lozère dans le Massif central. Toutefois, le nom avenc signifiant simplement « gouffre » ou « abîme », en occitan, cette dénomination se retrouve également au-delà du Massif central, notamment en Provence,,. Il est le plus souvent formé par l'effondrement de la voûte d'une cavité karstique (ou grotte) dû à la dissolution des couches calcaires par l'eau de pluie.
Un aven est donc une cavité dont l'accès s'ouvre dans le sol et qui présente sur tout ou partie de son développement la forme d'un puits vertical ou sub-vertical, ce qui la rend difficilement accessible sans matériel spécifique. Les dimensions de l'ouverture en surface de ces cavités béantes sont très variables : de quelques décimètres jusqu'à deux cents mètres, de même la profondeur peut être impressionnante.

## Paléobiologie
Certains avens ont piégé de nombreux animaux qui y sont tombés et dont les cadavres se sont décomposés, mais dont les ossements ont été conservés, aidant les paléontologues et climatologues à reconstituer les variations des paléoclimats et paléopaysages.
En France l'un des « aven-pièges » les plus remarquables est celui de l'igue du Gral (département du Lot, non loin de la grotte du Pech Merle) où l'on a trouvé environ 5 m d'épaisseur d'ossements ayant permis d'identifier plusieurs milliers d'animaux à partir de leurs restes (qui évoluent selon les époques),.

## Illustrations

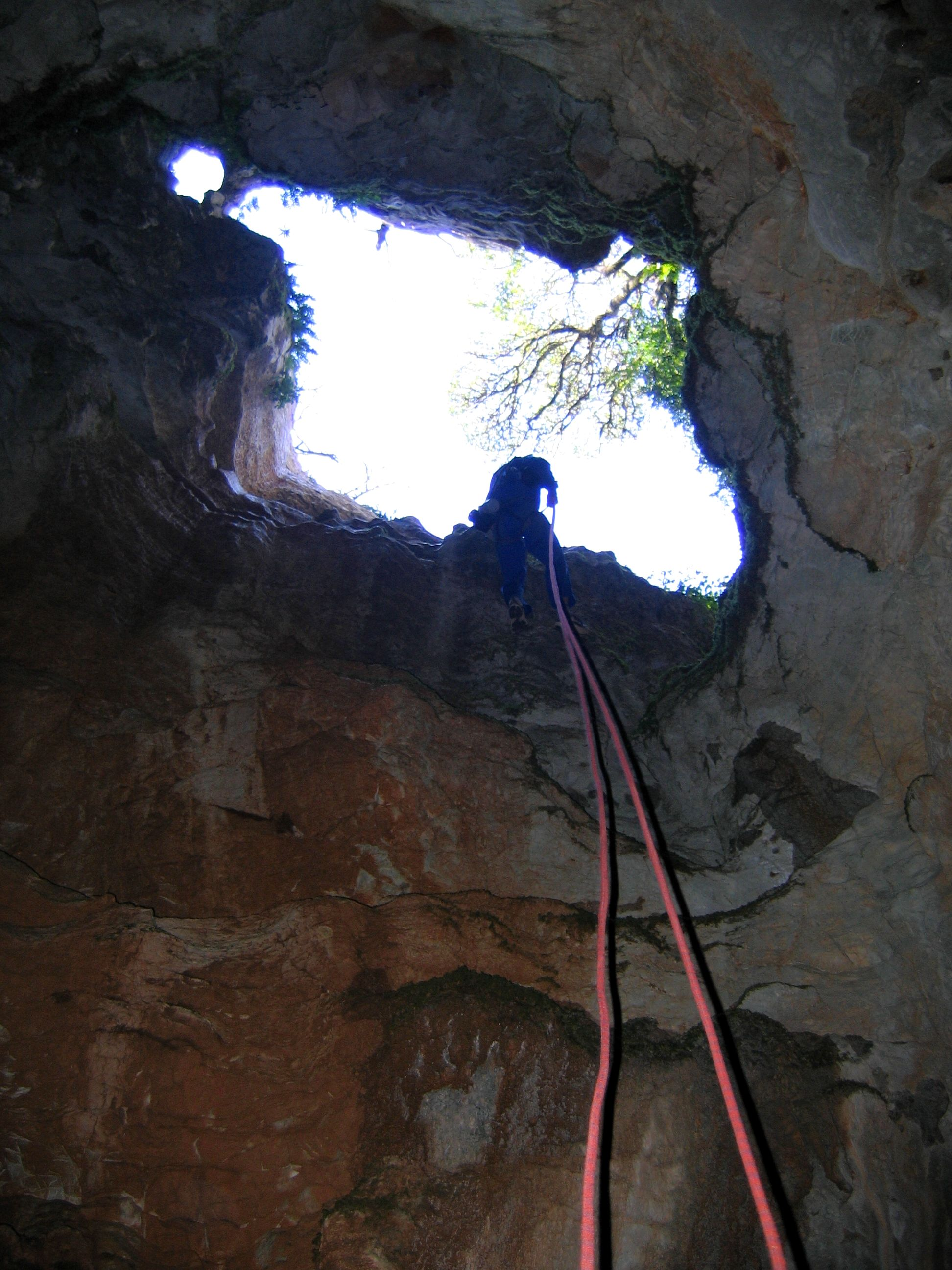
Descente dans un aven, Hérault, France.
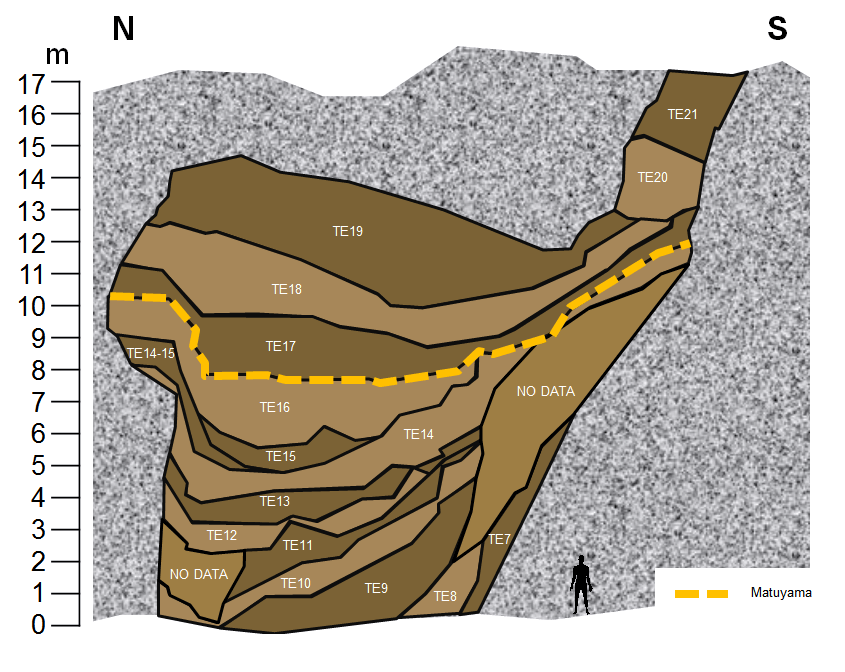
La Sima del Elefante à Atapuerca (Espagne) a piégé des faunes animale et humaine, pendant plus d'un million d'années.
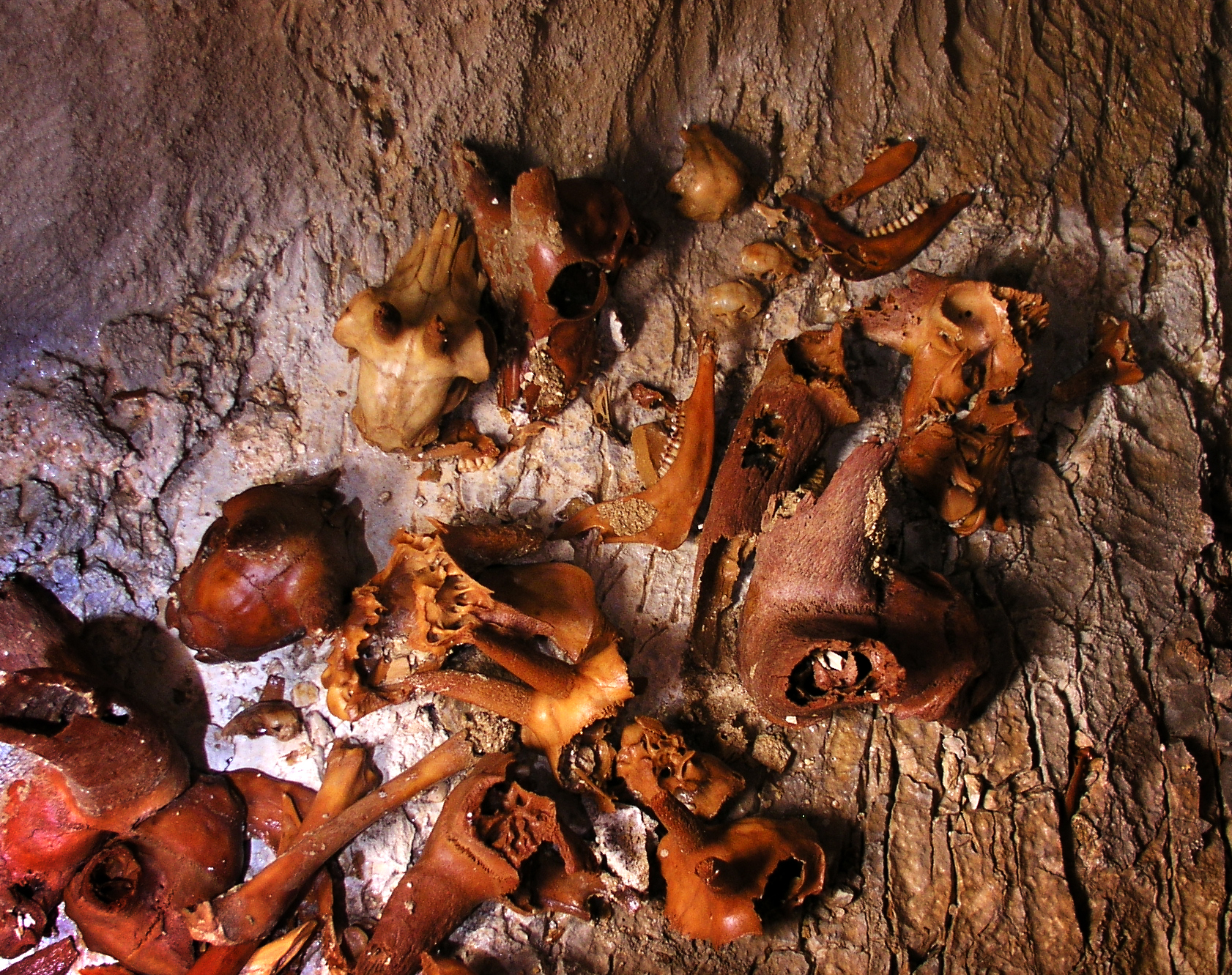
Ossements du trou Tempiette ; la cavité contient un puits de 32 m qui a piégé de nombreux animaux, Entremont-le-Vieux, Savoie, France.
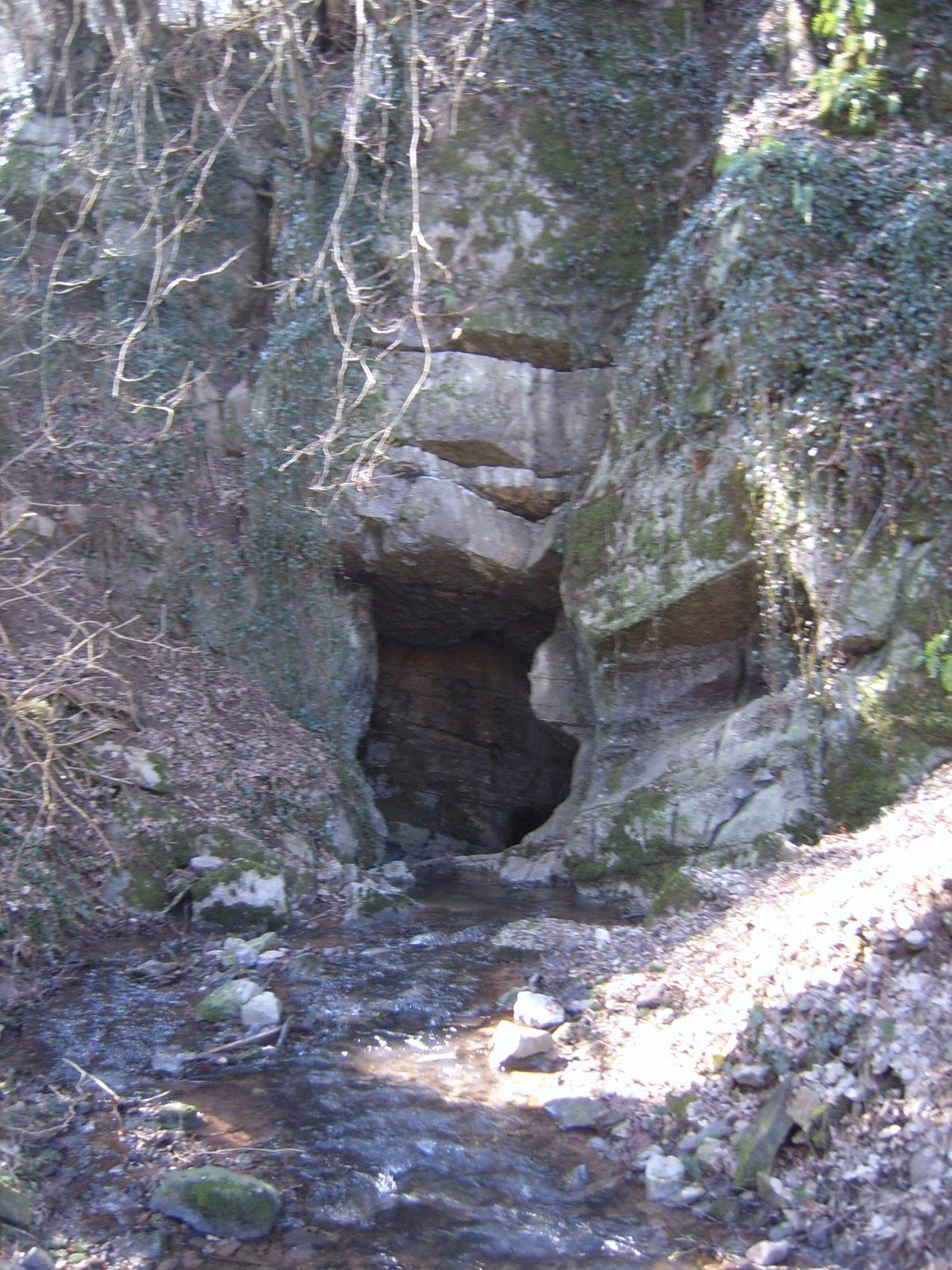
Chantoir du Sotait à Sprimont, Belgique.

## Étymologie
Le terme français « aven » est issu du mot occitan avenc. Le terme occitan est lui-même basé sur le radical celtique *ab « eau, rivière » (de l'indo-européen *ab- « les eaux » cf. latin amnis) représenté par ses dérivés gaulois abono-, abona, thèmes de noms de rivière, d'où le gallois afon, le moyen-breton avon, aven, l'irlandais abann « rivière » et les hydronymes anglais et français Avon, affluent de l'Ardusson (Aube), Avon (Seine-et-Marne) ; à la racine celtique a été accolé un suffixe gallo-ligure -inco. Albert Dauzat, émet aussi l'hypothèse d'une racine *av- présente dans divers hydronymes (Avara > Yèvre ; Avario > Aveyron) dans laquelle -v- serait primitif (cf. Bourges nommée Avaricum par César, Αυαρικον par Ptolemée).
Le nouveau substantif masculin français « aven » est diffusé à la fin du XIXe siècle par les études et descriptions des reliefs karstiques, particulièrement par ceux de Édouard-Alfred Martel sur la région des causses vers 1889 (le terme caūsse lui-même ayant suivi le même itinéraire avec une définition française  différente de sa signification languedocienne). Le terme « aven » est utilisé préférentiellement, sans qu'il y ait de normes ou de conventions d'usage, par les géologues et les spéléologues à celui de « gouffre » ou « abîme ». Le terme occitan tindoul peut également être employé afin de désigner un aven de petites dimensions.

## Synonymes

### En Belgique
- Adugeoir dans l'Entre-Sambre-et-Meuse [13]
- Abîme
- Aiguigeois dans la région de Namur.
- Chantoire ou chantoir (lorsque l'abîme est de petite taille).
  - Tchantwèr en wallon liégeois.

### En France
Par ordre alphabétique :
- Abîme ou abime (rectifications orthographiques de 1990), également abyme (variante désuète) ;
- Bîme dans l'Orléanais[14] ;
- Barrenc dans l'Aude ;
- Bétoire ou bétoure en français de Normandie ;
- Chourum dans le Dévoluy (Hautes-Alpes) : chourum Picard, chourum Martin par exemple ;
- Embùt (avec ou sans accent) en Provence, qui signifie petit entonnoir en occitan ;
- Endousoir ou endouzoère en Champagne ;
- Emposieu dans le Jura (confusion de sens avec une doline) ;
- Igue en quercinois ;
- Peuptu en Bourgogne ;
- Ragas en provençal ;
- Scialet dans le massif du Vercors, (Drôme et Isère) ; et sarriét dans le Diois (Drôme) ;
- Tanne en Savoie et Haute-Savoie ;
- Tindoul en occitan, en Aveyron (lorsque l'abîme est de petite taille) : tindoul de la Vayssière par exemple.

### Autres
- Cenote au Mexique, dans le Yucatán ;
- Sima en Espagne.

## Quelques avens
- L'abîme de Bramabiau
- L'aven de Garéoult
- L'aven Armand
- L'aven Marzal
- Le gouffre de Padirac
- L'aven d'Orgnac (Ardèche)
- Chantoir de Rouge-Thier à Deigné (Belgique, région wallonne)
- Le tindoul de la Vayssière en Aveyron, remarquable de par ses dimensions.
- Pozzo del Merro en Italie, qui descend à 392 mètres sous la surface de l'eau.
- Hranická propast (cs) en République tchèque, qui descend à 404 mètres sous l'eau.
- La sima de los Huesos à Atapuerca en Espagne, site majeur de la paléoanthropologie qui concentre 28 individus datés de 480 000 ans.
- La sima del Elefante à Atapuerca en Espagne, qui a piégé de nombreux animaux depuis sa formation dont une mandibule humaine de 1,22 Ma, plus ancien reste humain d'Europe de l'Ouest.

## Toponyme
- Labencas (hameau, Aveyron)
- Avens (Lozère),
- Lavenc (Sérénac, Lot),
- Lavenças (Saint-Georges-de-Luzençon, Aveyron)